# Franco Gaeta
Francesco Gaeta, genannt Franco (* 1. März 1926 in Venedig; † 14. März 1984 in Rom), war ein italienischer Historiker, der sich zunächst mit dem italienischen Humanismus und mit Venedig im 16. Jahrhundert auseinandersetzte, dann zunehmend mit der jüngeren und jüngsten Geschichte.

## Leben
Nach seinem Studium in Padua lernte er am Istituto italiano di studi storici in Neapel. Ab 1968 war er Universitätsprofessor und lehrte an der Universität L’Aquila, dann an der Fakultät für Geisteswissenschaften der Universität La Sapienza in Rom Moderne Geschichte.
Zum einen legte er Studien über den Humanismus (Lorenzo Valla, Niccolò Machiavelli) und die Geschichte und den „Mythos“ Venedig im 16. Jahrhundert vor, dann über die jüngere und jüngste Geschichte, darunter eine über den italienischen Nationalismus (1965, 1982), deren wichtigste Tendenzen zum ersten Mal unterschieden wurden, oder den Zweiten Weltkrieg. Gelegentlich edierte er auch Quellen, wie die Berichte der französischen Botschafter oder die Archivalien eines venezianischen Klosters.

## Publikationen (Auswahl)
- Lorenzo Valla. Filologia e storia nell’Umanesimo italiano, Neapel 1955.
- (Hrsg.): S. Lorenzo (853–1199) (=Fonti relative alla storia di Venezia, 2), Venedig 1959.
- Un nunzio pontificio a Venezia nel Cinquecento. Girolamo Aleandro, Fondazione Giorgio Cini, Venedig 1960 (eig. Istituto per la collaborazione culturale, Venedig/Rom).
- mit Jean Chuzeville (Hrsg.): Relations des ambassadeurs vénitiens, Klincksieck, Paris 1969.
- Il nazionalismo italiano, ESI, Neapel 1965, verbessert: Laterza, Rom/Bari, 1981.
- La seconda guerra mondiale e i nuovi problemi del mondo, 1939–1960, Turin 1967 (Teil der Storia universale hgg. von Corrado Barbagallo).
- Il Rinascimento e la Riforma, 1378–1598, in: Franco Gaeta, Ruggiero Romano, Alberto Tenenti (Hrsg.): Il nuovo assetto dell’Europa, UTET, Turin 1976.
- Niccolò Machiavelli. Lettere, Turin 1980.
- Democrazie e totalitarismi dalla prima alla seconda guerra mondiale, 1918–1945, 1982, il Mulino, 1989.
- La crisi di fine secolo e l’età giolittiana, UTET, Turin 1982.